# 강학중
강학중(1957년 10월 2일 ~ )은 한국가정경영연구소 소장이며 대한민국의 사회기관단체인이다.

## 이력

### 주요 경력
- 대교출판 대표이사
- 주식회사 대교 대표이사
- 경희대학교 부총장 겸임 교수
- 한국가족복지학회 부회장
- 대한가정학회 부회장
- 건강가정시민연대 공동 대표
- 한국건강가족실천운동본부 총재
- 한국가정경영연구소 소장(현재)

## 주요 저서

### 저서
- 강학중 박사의 가족 수업 (김영사, 2010년)
- 강학중 박사의 남편 수업 (김영사, 2019년)